# Lista de prefeitos de Caraúbas (Rio Grande do Norte)
Esta é a lista de prefeitos de Caraúbas, município brasileiro do estado do Rio Grande do Norte.
| Nº | Prefeito                          | Imagem | Partido                       | Primeira-dama                          | Início de mandato      | Fim de mandato         | Vice-prefeito                    | Observações                     |
| -- | --------------------------------- | ------ | ----------------------------- | -------------------------------------- | ---------------------- | ---------------------- | -------------------------------- | ------------------------------- |
| 1  | Leovegildo Fernandes Pimenta      |        |                               | Sebastiana Gurgel Fernandes            | 18 de abril de 1948    | 31 de março de 1953    | Jacob Pires Galvão               | Prefeito e vice eleitos         |
| 2  | Onézimo Fernandes Maia            |        |                               | não encontrado                         | 31 de março de 1953    | 31 de março de 1958    | Aproniano Martins de Sá          | Prefeito e vice eleitos         |
| 3  | Jonas Gurgel                      |        |                               | Maria da Cunha Gurgel                  | 31 de março de 1958    | 16 de novembro de 1960 | Edvaldo Gurgel de Melo           | Prefeito e vice eleitos         |
| 4  | Edvaldo Gurgel de Melo            |        |                               | não encontrado                         | 16 de novembro de 1960 | 31 de março de 1963    | —                                | Vice-prefeito eleito no cargo   |
| 5  | José Nicodemos Fernandes          |        |                               | não encontrado                         | 31 de março de 1963    | 31 de março de 1969    | Raimundo Pedro Benevides         | Prefeito e vice eleitos         |
| 6  | Guido Gurgel Fernandes Pimenta    |        | ARENA                         | Maria Elça Fernandes Gurgel            | 31 de março de 1969    | 31 de janeiro de 1973  | Raimundo Pedro Benevides         | Prefeito eleito e vice reeleito |
| 7  | José Nicodemos Fernandes          |        | ARENA                         | não encontrado                         | 31 de janeiro de 1973  | 31 de janeiro de 1977  | Plínio Fernandes de Oliveira     | Prefeito e vice eleitos         |
| 8  | Osael Fernandes Soares            |        |                               | Francisca das Chagas Fernandes Soares  | 31 de janeiro de 1977  | 31 de janeiro de 1983  | Raimundo Amorim Fernandes        | Prefeito e vice eleitos         |
| 9  | Raimundo Amorim Fernandes         |        |                               | Maria Idezite Fernandes                | 31 de janeiro de 1983  | 31 de dezembro de 1988 | Antônio Linhares Filho           | Prefeito e vice eleitos         |
| 10 | João Marinaldo de Holanda Tavares |        |                               | Maria Helena Godeiro Carlos            | 1º de janeiro de 1989  | 31 de dezembro de 1992 | Aguinaldo Pereira da Silva       | Prefeito e vice eleitos         |
| 11 | Raimundo Gurgel Júnior            |        |                               | Maria Mirianeide Brasil Gurgel         | 1º de janeiro de 1993  | 31 de dezembro de 1996 | Renato Fernandes de Medeiros     | Prefeito e vice eleitos         |
| 12 | Aguinaldo Pereira da Silva        |        | PSDB                          | Antônia Gurgel da Nóbrega Pereira      | 1º de janeiro de 1997  | 7 de novembro de 2001  | Luciano Augusto da Cruz          | Prefeito e vice eleitos         |
| 12 | Aguinaldo Pereira da Silva        | PMDB   | Prefeito e vice reeleitos     | Antônia Gurgel da Nóbrega Pereira      | 1º de janeiro de 1997  | 7 de novembro de 2001  | Luciano Augusto da Cruz          |                                 |
| 13 | Luciano Augusto da Cruz           |        | PFL                           | Maria Djanira de Moraes Cruz           | 8 de novembro de 2001  | 31 de dezembro de 2004 | —                                | Vice-prefeito eleito no cargo   |
| 14 | Francisco Eugênio Alves da Silva  |        | PL                            | Senize Barreto Soares Alves            | 1º de janeiro de 2005  | 31 de dezembro de 2008 | Francisco de Assis Batista       | Prefeito e vice eleitos         |
| 15 | Ademar Ferreira da Silva          |        | PSB                           | Maria Auxiliadora de Oliveira Ferreira | 1º de janeiro de 2009  | 31 de dezembro de 2016 | Francisco Alcivan Viana          | Prefeito e vice eleitos         |
| 15 | Ademar Ferreira da Silva          | PMDB   | José Ivanildo Gomes Fernandes | Maria Auxiliadora de Oliveira Ferreira | 1º de janeiro de 2009  | 31 de dezembro de 2016 | Prefeito reeleito e vice eleito  |                                 |
| 16 | Antônio Alves da Silva            |        | PSD                           | Maria Denise Alencar Cavalcanti Alves  | 1º de janeiro de 2017  | 31 de dezembro de 2024 | Paulo de Paiva Brasil            | Prefeito e vice eleitos         |
| 16 | Antônio Alves da Silva            | PSDB   | Prefeito e vice reeleitos     | Maria Denise Alencar Cavalcanti Alves  | 1º de janeiro de 2017  | 31 de dezembro de 2024 | Paulo de Paiva Brasil            |                                 |
| 17 | Paulo Givago Barreto Alves        |        | PSDB                          | —                                      | 1º de janeiro de 2025  | até a atualidade       | Kátia Linhares Mendes Cavalcante | Prefeito e vice reeleitos       |